# 1998년 선댄스 영화제
제14회 선댄스 영화제는 1998년 1월 15일에 열린 시상식이다.

## 수상 및 후보

### 심사위원대상(미국 드라마)
- 슬램 - 마크 레빈 수상
- 2 바이 4 - 지미 스몰혼
- Billy's Hollywood Screen Kiss - 토미 오하버
- 버팔로 66 - 빈센트 갈로
- 하브 플렌티 - Christopher Scott Cherot
- 하이 아트 - 리사 촐로덴코
- How to Make the Cruelest Month - Kip Koenig
- 난 이상한 사람과 결혼했다 - 빌 플림튼
- Jerry and Tom - 사울 루비넥
- 미스 먼데이 - 벤슨 리
- 넥스트 스톱 원더랜드 - 브래드 앤더슨
- Once We Were Strangers - 에마누엘 크리알리스
- 파이 - 대런 아로노프스키
- 스모크 시그널스 - 크리스 아이르
- Under Heaven - Meg Richman
- Wrestling with Alligators - Laurie Weltz

### 심사위원대상(미국 다큐멘터리)
- 앙골라 교도소 - 리즈 가버스 외 1인 수상
- 프랫 하우스 - 토드 필립스 수상
- Baby, It's You - Anne Makepeace
- Beautopia - Katharina Otto
- 서부문명의 쇠택 3 - 페네로프 스피리어스
- 디바인 트래쉬 - 스티브 예거
- Frank Lloyd Wright - Ken Burns
- Letter Without Words, A - Lisa Lewenz
- Lou Reed: Rock and Roll Heart - Timothy Greenfield-Sanders
- 모듈레이션 - 이아라 리
- 충격의 순간 - 줄리아 록테브
- 과거로부터 - 제프리 듀프레
- Paulina - Vicky Funari
- Slavegirls - Ellen Bruno
- Some Nudity Required - Odette Springer
- Wild Man Blues - 바바라 코플

### 각본상(미국 드라마)
- 하이 아트 - 리사 촐로덴코 수상

### 심사위원특별상(미국 드라마)
- 미스 먼데이 - Andrea Hart 수상

### 심사위원특별상-앙상블연기
- 범의 먹이 - 데브라 그래닉 수상

### 관객상 - 단편
- 스모크 시그널스 - 크리스 아이르 수상
- 과거로부터 - 제프리 듀프레 수상

### 필름메이커 트로피
- 스모크 시그널스 - 크리스 아이르 수상
- 디바인 트래쉬 - 스티브 예거 수상

### 감독상
- 파이 - 대런 아로노프스키 수상
- 충격의 순간 - 줄리아 록테브 수상

### 촬영상
- 2 바이 4 - 디클란 퀸 수상
- Wild Man Blues - 톰 허위츠 수상

### 표현의자유상
- 서부문명의 쇠택 3 - 페네로프 스피리어스 수상

### 라틴아메리카영화대상
- 도대체 훌리엣이 누구야? - Carlos Marcovich 수상

### 단편영화특별언급
- 휴먼 리메인스 - Jay Rosenblatt 수상